# Campionato nazionale Dante Berretti
Il Campionato nazionale "Dante Berretti" è stato la principale competizione calcistica giovanile organizzata dalla Lega Pro, intitolata a Dante Berretti (1897-1965), presidente del direttorio regionale toscano dal 1929 al 1933, presidente della IV Serie dal 1952 al 1959 e vicepresidente della FIGC, per commemorare la sua lunga e attiva opera in seno alla FIGC.
Il campionato era riservato alle squadre di Lega Pro composte da atleti di età compresa tra i 15 e i 19 anni, più tre calciatori di 20 anni. Tuttavia, su richiesta, il torneo era aperto anche alle squadre giovanili delle società di Serie A e Serie B, previa autorizzazione della loro Lega d'appartenenza.

## Storia
Il torneo fu istituito nel 1966 dall'allora Lega Nazionale Semiprofessionisti su copia del Campionato Primavera LNP già attivo da quattro anni. Due stagioni più tardi venne attivata una specifica fase finale per le società della Serie D, all'epoca gestita dalla Lega.
Nel 1971 la manifestazione fu aperta anche alle società professionistiche che tuttavia, avendo appunto il proprio Campionato Primavera, vi facevano giocare i calciatori che trovavano poco spazio in quest’ultimo, e di conseguenza principalmente quelli di ancor più giovane età. Questi invitati avevano comunque una fase finale propria. Dal 1981 non parteciparono invece più i club di D, avendo abbandonato la Lega passando fra i dilettanti.
Per un periodo, dal 1996 al 2004, le finali divennero uniche, ma poi venne ristabilita la divisione per non limitare le possibilità di vittoria dei club di C cui questo torneo è specificatamente destinato. La divisione funzionale fra Berretti e Primavera si era poi sempre più accentuata e definita, e sole poche società di A aderivano al Berretti utilizzandolo come torneo Under-18.
Il campionato è stato abolito nel 2020, venendo trasformato nel Campionato Primavera 3, destinato a integrarsi progressivamente nel giro di un quadriennio nel sistema dei campionati Primavera delle due leghe superiori.

## Albo d'oro

### Torneo "Dante Berretti"
| Anno      | Torneo Serie A-B | Torneo Serie C | Torneo Serie D |
| --------- | ---------------- | -------------- | -------------- |
| 1966-1967 | Non disputato    | Casertana      | Non disputato  |
| 1967-1968 | Non disputato    | Internapoli    | Non disputato  |
| 1968-1969 | Non disputato    | Salernitana    | Sangiovannese  |
| 1969-1970 | Non disputato    | Novara         | Mestre         |
| 1970-1971 | Non disputato    | Verbania       | Trevigese      |
| 1971-1972 | Milan            | Pisa           | Asti           |
| 1972-1973 | Bologna          | Padova         | VJS Velletri   |
| 1973-1974 | Torino           | Cremonese      | Imperia        |
| 1974-1975 | Torino           | Giulianova     | Montebelluna   |
| 1975-1976 | Fiorentina       | Cremonese      | Conegliano     |
| 1976-1977 | Lazio            | Giulianova     | Forlì          |
| 1977-1978 | Torino           | Marsala        | Conegliano     |
| 1978-1979 | Fiorentina       | Como           | Irpinia        |
| 1979-1980 | Inter            | Teramo         | Sulmona        |
| 1980-1981 | Torino           | Juve Stabia    | Irpinia        |
| 1981-1982 | Milan            | Carrarese      | Non disputato  |
| 1982-1983 | Milan            | Montebelluna   | Non disputato  |
| 1983-1984 | Inter            | Giulianova     | Non disputato  |
| 1984-1985 | Milan            | Giulianova     | Non disputato  |
| 1985-1986 | Torino           | Lodigiani      | Non disputato  |
| 1986-1987 | Avellino         | Angizia Luco   | Non disputato  |
| 1987-1988 | Torino           | Trento         | Non disputato  |
| 1988-1989 | Torino           | Rondinella     | Non disputato  |
| 1989-1990 | Milan            | Lucchese       | Non disputato  |
| 1990-1991 | Inter            | Carpi          | Non disputato  |
| 1991-1992 | Torino           | Catanzaro      | Non disputato  |

### Campionato nazionale - Torneo Dante Berretti
| Anno      | Torneo Serie A-B | Torneo Serie C |
| --------- | ---------------- | -------------- |
| 1992-1993 | Cosenza          | Leffe          |
| 1993-1994 | Milan            | Nola           |
| 1994-1995 | Cesena           | Leffe          |
| 1995-1996 | Avellino         | Lodigiani      |

### Campionato nazionale "Dante Berretti"
| Anno      | Torneo Serie A-B-C |
| --------- | ------------------ |
| 1996-1997 | Casarano           |
| 1997-1998 | Lodigiani          |
| 1998-1999 | Siena              |
| 1999-2000 | Battipagliese      |
| 2000-2001 | Palermo            |
| 2001-2002 | Juventus           |
| 2002-2003 | Reggiana           |
| 2003-2004 | Juventus           |

| Anno      | Torneo Serie A-B-D | Torneo Serie C |
| --------- | ------------------ | -------------- |
| 2004-2005 | Juventus           | Napoli         |
| 2005-2006 | Atalanta           | Giulianova     |

| Anno      | Torneo Serie A-B          | Torneo Serie C |
| --------- | ------------------------- | -------------- |
| 2006-2007 | Torino                    | Perugia        |
| 2007-2008 | Fase finale non disputata | Pro Sesto      |

| Anno      | Torneo Serie A-B          | Torneo Lega Pro |
| --------- | ------------------------- | --------------- |
| 2008-2009 | Milan                     | Benevento       |
| 2009-2010 | Atalanta                  | Novara          |
| 2010-2011 | Napoli                    | Virtus Entella  |
| 2011-2012 | Inter                     | Frosinone       |
| 2012-2013 | Atalanta                  | Latina          |
| 2013-2014 | Torino                    | AlbinoLeffe     |
| 2014-2015 | Fase finale non disputata | Novara          |
| 2015-2016 | Inter                     | Cittadella      |

| Anno      | Torneo Serie A | Torneo Lega Pro |
| --------- | -------------- | --------------- |
| 2016-2017 | Inter          | Livorno         |

| Anno      | Torneo Serie A | Torneo Serie C |
| --------- | -------------- | -------------- |
| 2017-2018 | Sassuolo       | Feralpisalò    |

| Anno      | Torneo Serie A-B | Torneo Serie C |
| --------- | ---------------- | -------------- |
| 2018-2019 | Torino           | Virtus Entella |
| 2019-2020 | Interrotto       | Interrotto     |

## Numero di vittorie per squadra
Torneo Serie A-B
| Squadra    | Titoli | Anni |
| ---------- | ------ | --- |
| Torino     | 11     | 1973-1974; 1974-1975; 1977-1978; 1980-1981; 1985-1986; 1987-1988; 1988-1989; 1991-1992; 2006-2007; 2013-2014; 2018-2019 |
| Milan      | 7      | 1971-1972; 1981-1982; 1982-1983; 1984-1985; 1989-1990; 1993-1994; 2008-2009                                             |
| Inter      | 6      | 1979-1980; 1983-1984; 1990-1991; 2011-2012; 2015-2016; 2016-2017                                                        |
| Atalanta   | 3      | 2005-2006; 2009-2010; 2012-2013                                                                                         |
| Juventus   | 3      | 2001-2002; 2003-2004; 2004-2005                                                                                         |
| Fiorentina | 2      | 1975-1976; 1978-1979 |
| Avellino   | 2      | 1986-1987; 1995-1996 |
| Bologna    | 1      | 1972-1973 |
| Lazio      | 1      | 1976-1977 |
| Cosenza    | 1      | 1992-1993 |
| Cesena     | 1      | 1994-1995 |
| Palermo    | 1      | 2000-2001 |
| Napoli     | 1      | 2010-2011 |
| Sassuolo   | 1      | 2017-2018 |

Torneo Serie C/Lega Pro
| Squadra        | Titoli | Anni                                                  |
| -------------- | ------ | ----------------------------------------------------- |
| Giulianova     | 5      | 1974-1975; 1976-1977; 1983-1984; 1984-1985; 2005-2006 |
| Lodigiani      | 3      | 1985-1986; 1995-1996; 1997-1998                       |
| Novara         | 3      | 1969-1970; 2009-2010; 2014-2015                       |
| Cremonese      | 2      | 1973-1974; 1975-1976                                  |
| Leffe          | 2      | 1992-1993; 1994-1995                                  |
| Virtus Entella | 2      | 2010-2011; 2018-2019                                  |
| Casertana      | 1      | 1966-1967                                             |
| Internapoli    | 1      | 1967-1968                                             |
| Salernitana    | 1      | 1968-1969                                             |
| Verbania       | 1      | 1970-1971                                             |
| Pisa           | 1      | 1971-1972                                             |
| Padova         | 1      | 1972-1973                                             |
| Marsala        | 1      | 1977-1978                                             |
| Como           | 1      | 1978-1979                                             |
| Teramo         | 1      | 1979-1980                                             |
| Juve Stabia    | 1      | 1980-1981                                             |
| Carrarese      | 1      | 1981-1982                                             |
| Montebelluna   | 1      | 1982-1983                                             |
| Angizia Luco   | 1      | 1986-1987                                             |
| Trento         | 1      | 1987-1988                                             |
| Rondinella     | 1      | 1988-1989                                             |
| Lucchese       | 1      | 1989-1990                                             |
| Carpi          | 1      | 1990-1991                                             |
| Catanzaro      | 1      | 1991-1992                                             |
| Nola           | 1      | 1993-1994                                             |
| Casarano       | 1      | 1996-1997                                             |
| Siena          | 1      | 1998-1999                                             |
| Battipagliese  | 1      | 1999-2000                                             |
| Reggiana       | 1      | 2002-2003                                             |
| Napoli         | 1      | 2004-2005                                             |
| Perugia        | 1      | 2006-2007                                             |
| Pro Sesto      | 1      | 2007-2008                                             |
| Benevento      | 1      | 2008-2009                                             |
| Frosinone      | 1      | 2011-2012                                             |
| Latina         | 1      | 2012-2013                                             |
| AlbinoLeffe    | 1      | 2013-2014                                             |
| Cittadella     | 1      | 2015-2016                                             |
| Livorno        | 1      | 2016-2017                                             |
| Feralpisalò    | 1      | 2017-2018                                             |

Torneo Serie D
| Squadra       | Titoli | Anni                 |
| ------------- | ------ | -------------------- |
| Conegliano    | 2      | 1975-1976; 1977-1978 |
| Irpinia       | 2      | 1978-1979; 1980-1981 |
| Sangiovannese | 1      | 1968-1969            |
| Mestre        | 1      | 1969-1970            |
| Trevigese     | 1      | 1970-1971            |
| Asti          | 1      | 1971-1972            |
| VJS Velletri  | 1      | 1972-1973            |
| Imperia       | 1      | 1973-1974            |
| Montebelluna  | 1      | 1974-1975            |
| Forlì         | 1      | 1976-1977            |
| Sulmona       | 1      | 1979-1980            |